# Little Thoughts EP
 (janvier 2018).
Albums de Bloc Party
Bloc Party EP
(2004) Silent Alarm
(2005)
Little Thoughts EP est un EP regroupant les précédentes productions anglo-saxonnes de Bloc Party, les singles Little Thoughts et Helicopter.

## Liste des titres
1. Little Thoughts – (3:30)
2. Tulips – (3:39)
3. Storm An Stress – (2:46)
4. Helicopter – (3:42)
5. Skeleton – (3:16)
6. Tulips (Minotaur Shock remix) – (5:25)